# 저스티스 리그 대 틴 타이탄스
《저스티스 리그 대 틴 타이탄스》(영어: Justice League vs. Teen Titans)는 DC 코믹스의 슈퍼히어로 팀 저스티스 리그와 틴 타이탄를 소재로 한 2016년 비디오 영화이다. 샘 류가 연출하고 브라이언 Q. 밀러, 앨런 버넷이 각본을 썼다.

## 출연진
- 존 번설 - 트라이곤
- 테이사 파미가 - 레이븐
- 제이슨 오마라 - 브루스 웨인 / 배트맨
- 제리 오코널 - 클라크 켄트 / 슈퍼맨
- 로사리오 도슨 - 다이애나 프린스 / 원더우먼
- 크리스토퍼 고럼 - 배리 앨런 / 플래시
- 셰마 무어 - 빅터 스톤 / 사이보그
- 숀 마 - 딕 그레이슨 / 나이트윙
- 스튜어트 앨런 - 데이미언 웨인 / 로빈
- 카리 월그렌 - 코리안드르 / 스타파이어
- 브랜던 수 후 - 가필드 로건 / 비스트 보이
- 제이크 T. 오스틴 - 하이메 레예스 / 블루 비틀
- 로라 베일리 - 앤절라 천
- 스티븐 블룸 - 렉스 루터
- 테런스 C. 카슨 - 라스 알 굴
- 릭 D. 와서먼 - 웨더 위저드